# 布罗马波伊卡纳体育俱乐部
布罗马波伊卡纳体育俱乐部（瑞典語：Idrottsföreningen Brommapojkarna），又譯布诺马博亚纳，是瑞典的一家足球俱乐部。

## 球队战绩
- 瑞典足球甲级联赛:
  - 最佳成绩 (亚军): 1986年

## 外部連結
- 官方网站